# (3043) San Diego
(3043) San Diego est un astéroïde de la ceinture principale, de la famille de Hungaria.

## Description
(3043) San Diego est un astéroïde de la ceinture principale, de la famille de Hungaria. Il présente une orbite caractérisée par un demi-grand axe de 1,93 UA, une excentricité de 0,11 et une inclinaison de 21,8° par rapport à l'écliptique.

## Nom
Cet astéroïde a été nommé comme un hommage céleste à la ville de San Diego, en Californie, en reconnaissance des efforts déployés par le conseil municipal pour réduire la pollution lumineuse locale (voir "le mouvement du ciel sombre" ou "Dark-sky movement (en)). Le mont Palomar est situé dans le comté de San Diego, en Californie, et les astronomes présents sur le site craignent que la pollution lumineuse de la ville ne nuise à leur capacité d’utiliser l’observatoire Palomar. Le conseil municipal a voté l’utilisation de lampe à vapeur de sodium basse pression (LPS) pour leurs lampadaires. Cet appareil n'émet de la lumière qu'à une seule longueur d'onde, que les astronomes peuvent facilement filtrer.

## Compléments